# Batalla de los Santos
La batalla de los Santos es un episodio de la guerra anglo-francesa, el cual se desarrolló entre el 9 y el 12 de abril de 1782 en el mar Caribe. Durante ese lapso, unos 70 barcos de las flotas británica y francesa, dirigidas por los almirantes George Rodney y François Joseph Paul de Grasse, se enfrentaron en las Islas de los Santos, entre Dominica y Guadalupe. La flota francesa, vencedora en la batalla de la bahía de Chesapeake, debía escoltar un convoy con tropas destinadas a conquistar la colonia de Jamaica, cuando fue atacada el 10 de abril de 1782 por la de Rodney.
Tras evitar el combate para proteger el convoy, De Grasse fue perseguido y alcanzado por la flota británica en el estrecho entre Dominica y el archipiélago de los Santos. Allí, tuvo que dar la batalla el 12 de abril de 1782. El enfrentamiento acabó con la victoria de Rodney gracias a que el viento sopló a su favor, a la mayor potencia de su artillería y a la escasez de municiones de los franceses. Cinco naves francesas se rindieron y De Grasse fue incluso capturado en su barco, el Ville de Paris.
Si bien esta batalla naval se enmarca en los acontecimientos bélicos de la Guerra de independencia americana, no tuvo influencia sobre el curso general del conflicto; tuvo en cambio gran importancia en el cuadro del enfrentamiento global entre Francia y Gran Bretaña, permitiendo a la Royal Navy restablecer el predominio naval sobre los océanos, frustrando las iniciales victorias francesas en las colonias.
La batalla de los Santos marcó además un importante punto de inflexión en el ámbito de la táctica naval para la aplicación, aparte de la flota británica, de la maniobra ofensiva de penetración en la alineación adversario llamado Breaking of the Line.

## El enfrentamiento inicial
La batalla de los Santos se desarrolla dentro del intento del Reino de Francia de recuperar el Virreinato de Nueva Francia, es decir el Imperio colonial francés en Norteamérica, cedido a Gran Bretaña en el Tratado de París de 1763.
Entre el 7 y el 8 de abril de 1782 De Grasse había partido de Fort Royal, en Martinica, con 35 navíos de línea francesa, de los cuales dos con 50 cañones, y un gran convoy compuesto por más de 100 unidades. Esto para unirse con una flota española de 12 barcos de línea y 15.000 hombres. Su objetivo era conquistar la isla británica de Jamaica y así consolidar su plan de expulsar a los ingleses de las Antillas. De Grasse había iniciado tres meses antes una campaña de conquista progresiva de casi todas las posesiones británicas en el Caribe, con excepción de Jamaica, Santa Lucía, Antigua y Barbados.
Los ingleses conocían las intenciones francesas y estaban constantemente informados sobre los movimientos de sus barcos. Por eso se pusieron enseguida a perseguir con los 36 naves de la flota mandada por los almirantes George Brydges Rodney y Samuele Hood. Ese mismo día alcanzaron el convoy enemigo gracias a la mayor velocidad de sus veleros, cuyas carenas estaban revestidas con paneles de cobre para protegerla.
El 9 abril de Grasse ordenó al convoy francés que se detuviera en Guadalupe, haciéndolo escoltar de los dos barcos de cincuenta cañones y disponiendo la propia flota en orden de batalla para cubrir el repliegue. Ocho naves de la vanguardia inglesa se movieron sin embargo contra los barcos en retirada y emprendió una rápida escaramuza con los barcos franceses que tuvieron la mejor pero que, cuando avistaron al grueso de la flota adversaria, prefirieron romper el contacto para volver a proteger el convoy mercantil. En los días subsiguientes las dos flotas se encontaron sin entrar en contacto e intentando reparar los daños sufridos en el enfrentamiento inicial.

## La batalla

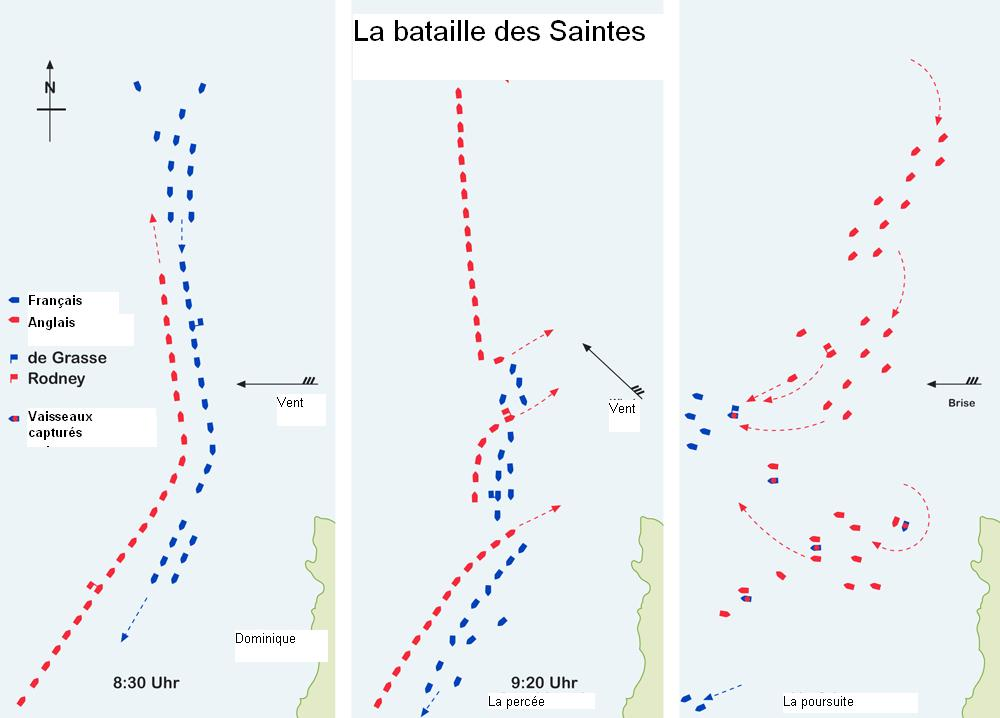
Línea de batalla de las armadas Francesa y Británica entre el 9 y el 12 de abril de 1782.

Tres días después, el 12 abril, de Grasse avanzó con su flota para socorrer una nave sin mástil que se dirigía a Guadalupe y que cuatro barcos ingleses estaban persiguiendo. Como respuesta Rodney volvió a llamar a sus barcos involucrados en la persecución y dio la señal para la alineación en línea de batalla.
También los franceses desfilaron en la misma formación pero, por razones nunca aclaradas (un súbito cambio de viento, una errada interpretación de las órdenes de Grasse), sus líneas se extendieron demasiado lo que permitió romper la linea al Formidable, al Duke, al Bedford y a otros barcos, que tuvieron así excelentes ángulos para dispararles con sus carronadas pero sin quedar expuestos al fuego francés.
La flota francesa estaba a sotavento lo que le impidió reaccionar eficazmente a las amenazas; de Grasse no fue capaz de unir la propia formación y su misma almirante, el Ville de Paris, resultó averiada y la tripulación tan diezmada (400 muertos y más allá de 700 heridos) que estuvo obligado a rendirse mientras la mayor parte de la flota francesa, ahora ya en el pánico, huía de manera desordenada asediada por las naves inglesas.

## Balances y polémicas

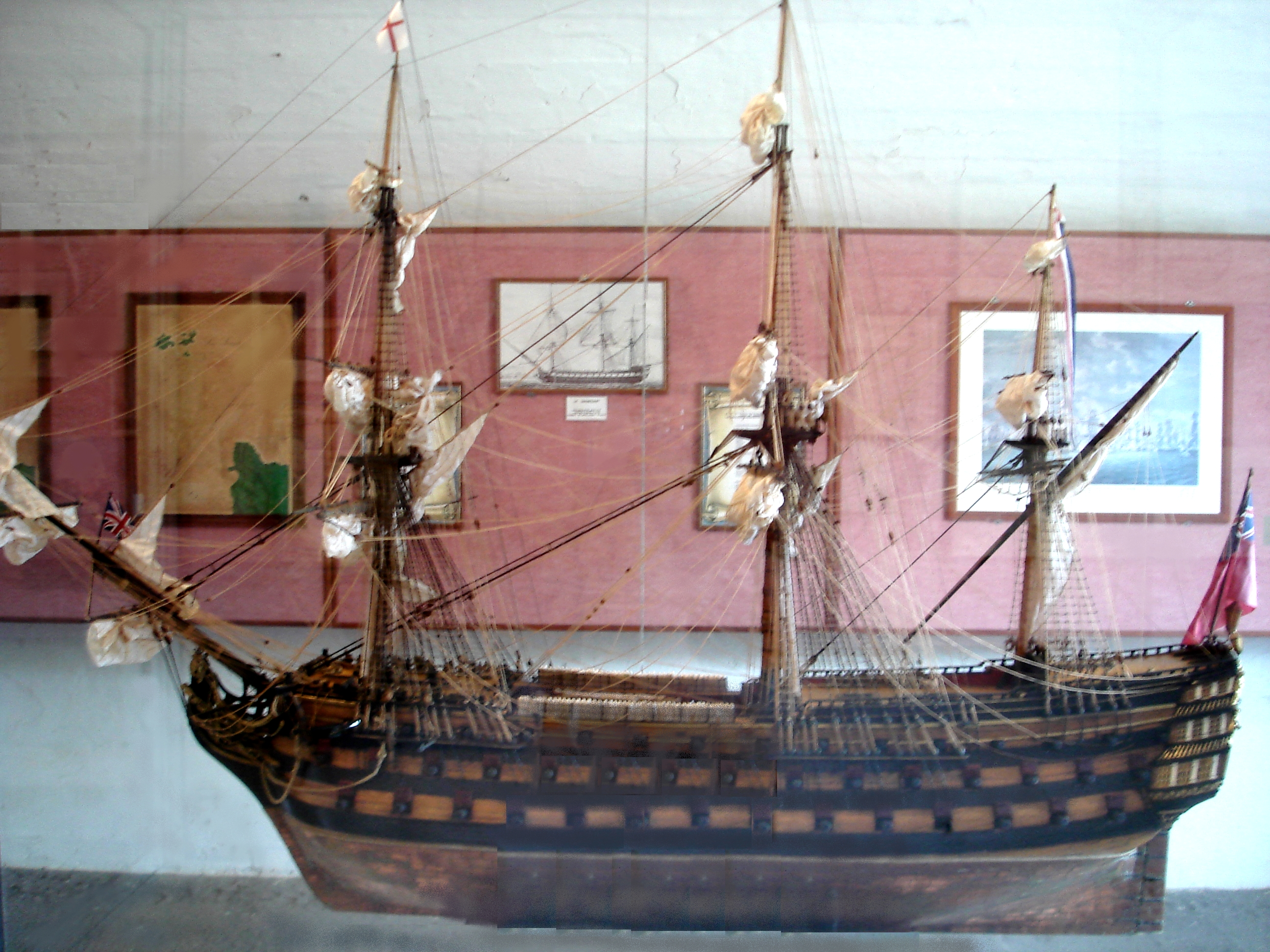
Modelo del barco inglés de 90 cañones Formidable, botado en 1777. Bajo mando del capitán Charles Douglas, participó a la batalla de las Saintes como buque insignia de George Rodney y condujo la maniobra de penetración en la alineación adversario que causó la derrota francesa.

Los ingleses capturaron cinco barcos franceses, que estaban dañados hasta el punto de ser inutilizables (el César, por ejemplo, estalló y se hundió). A estas se añadirían las dos capturadas por el contralmirante Hood en el estrecho de Mona el 17 abril, cuando el almirante Rodney lo autorizó a perseguir al enemigo.
Mientras los británicos perdieron 243 hombres y tuvieron 816 heridos, unos 3.000 franceses murieron y otros 5.000 fueron hechos prisioneros. Estas cifras tan altas atestiguan la consistencia de las fuerzas metidas en campo de los franceses para desembarcar en Jamaica. La derrotad puso fin a las esperanzas de españoles y franceses de conquistar la isla y de afirmar la propia supremacía en el Caribe.

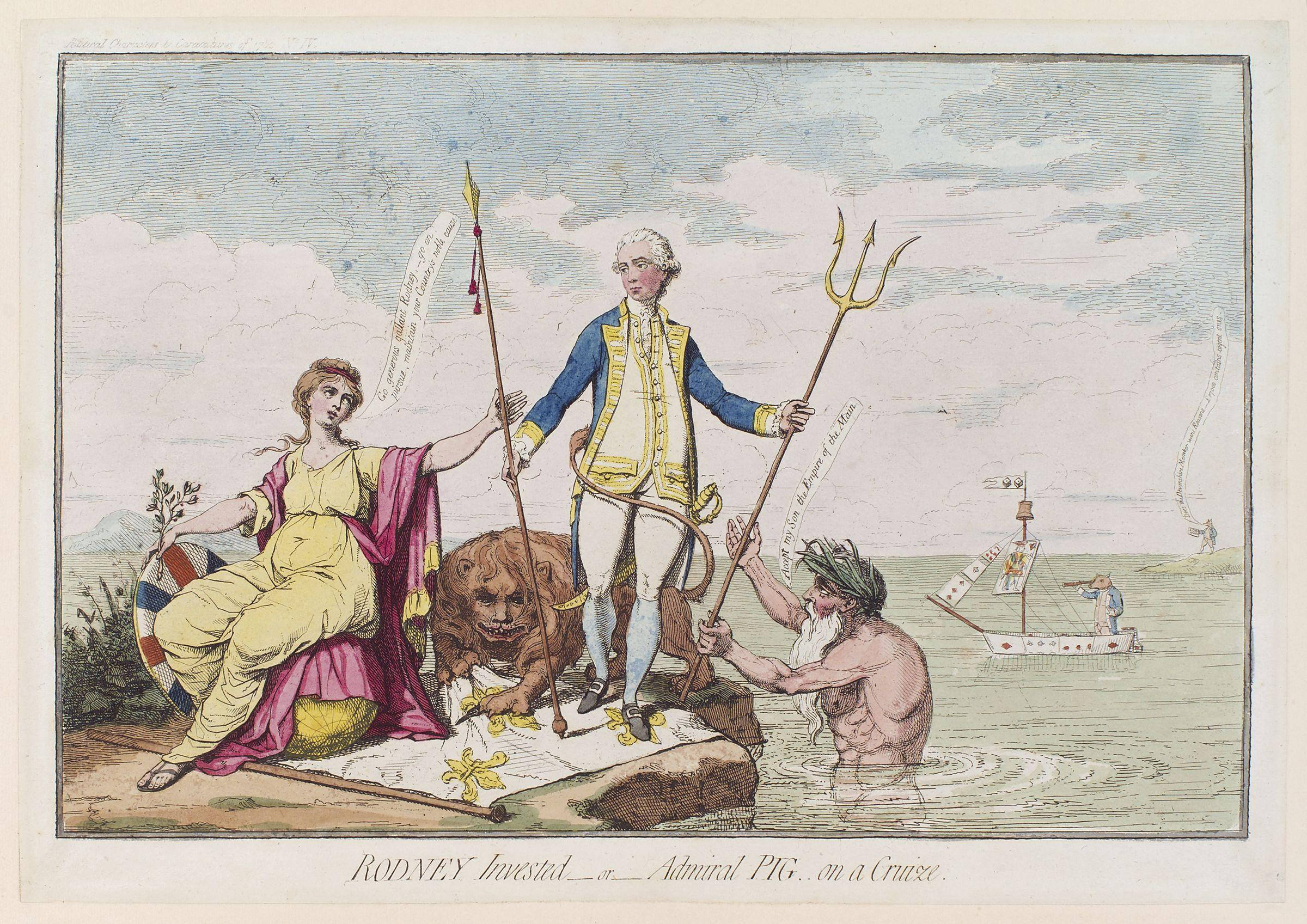
Caricatura que celebra la victoria del almirante Rodney.

El almirante Rodney, que tras esta victoria fue nombrado barón, fue homenajeado con una canción (la Rodney's Glory) y reconocido por los colonos jamaicanos con una estatua del célebre escultor inglés John Bacon (a día de hoy visible en Kingston). Rodney también sufrió duras críticas por haber completado el éxito con la persecución de los franceses en ruta. Su contralmirante Hood sostuvo que, si Rodney hubiera dado la orden de dar la caza al enemigo en fuga, se habría podido capturar otros 20 barcos franceses y eliminar totalmente la presencia naval de Francia en el Caribe.
La gloria por haber roto la línea de batalla adversaria fue puesta en duda por quienes la juzgaron con una circunstancia aleatoria y, entre aquellos que en cambio la consideraron una táctica premeditada, de quien atribuyó la paternidad al capitán Charles Douglas, comandante del Formidable, o al escocés John Clerk of Eldin, experto de táctica naval.
También en el bando francés surgieron disputas y procesos sobre la responsabilidad de la derrota. Muchos se la atribuyeron a De Grasse, que en su descargo afirmó que sus órdenes fueron desobedecidas por los oficiales Louis-Philippe de Vaudreuil y Louis Antoine de Bougainville.